# Šalot
Šalot je tip crnog luka, zasebni botanički varijetet vrste Allium cepa.
Šalot je nekada bio klasifikovan kao zasebna vrsta, A. ascalonicum, ime koje se sada smatra sinonimom trenutno prihvaćenog imena.
Njegovi bliski srodnici su beli luk, praziluk, vlašac i kineski luk.

## Imena
Šaloti verovatno potiču iz srednje ili jugozapadne Azije, odatle su preneti u Indiju i u istočni Mediteran. Naziv „šalot” dolazi od Aškelona, drevnog hananskog grada, odakle su ljudi u klasičnim grčkim vremenima verovali da šalot potiče.
Ime šalot se koristi i za persijski šalot (A. stipitatum), iz planina Zagros u Iranu i Iraku. Izraz šalot dalje se koristi za francuski crveni šalot (Allium cepa var. aggregatum, A. cepa Aggregatum grupu) i francuski sivi šalot ili grisel (Allium oschaninii), vrstu koja se naziva „istinski šalot”. Šalot divlje raste u području od centralne do jugozapadne Azije. Ime šalot se koristi i za mladi luk u Novom Južnom Velsu u Australiji i među stanovništvom engleskog govornog područja u Kvebeku, dok se izraz francuski šalot odnosi na biljku koja se spominje na ovoj stranici. Anglofonski stanovnici Kvebeka i oni koji govore britanski engleski naglašavaju drugi slog reči shallot, kao „shall-OH” i „shall-OT” respektivno (Australijanci i Novozelanđani takođe kažu „shall-OT”), dok druge varijante engleskog izgovaraju taj termin kao „SHALL-ət”.
Izraz eschalot, izveden iz francuske reči échalote, može se koristiti i za označavanje šalota.

## Opis i kultivacija
Poput belog luka, šaloti se formiraju u klasterima izdanaka sa glavom koja se sastoji od višestrukih češanja. Boja ljuske šalota može varirati od zlatno smeđe do sive i do ružičasto crvene, a njihovo sivkasto jezgro je obično nijansirano zelenom ili magenta bojom.
Šaloti se ekstenzivno kultiviraju za kulinarske svrhe, propagirani izdancima. U nekim regionima („dugosezonskim oblastima”), izdanci se obično sade u jesen (septembar ili oktobar na severnoj hemisferi). U nekim drugim regionima, predloženo vreme sadnje za glavni usev je rano proleće (obično u februaru ili početkom marta na severnoj hemisferi).
Prilikom sadnje, vrhove lukovice treba držati malo iznad zemlje, a tlo koja okružuje lukovice često se odvlači kada korenje uzme maha. Oni sazrevaju na leto, mada se sveži šaloti mogu naći tokom godine u supermarketima. Šalote ne treba saditi u nedavno nađubrenom tlu. Šaloti trpe štete od larvi moljaca luka, koji se buše u lišće ili lukovice biljke.

## Kulinarske upotrebe
Šaloti se koriste u kuvanju. Oni se mogu kiseliti. U azijskoj kuhinji koristi se fino narezani šalot pripremljen dubokim prženjem kao začin, i često se poslužuje uz kašu. Kao vrsta iz roda Allium, šalot ima ukus poput običnog crnog luka, ali je ukus blaži. Kao i luk, kad je narezan, sirovi šalot oslobađa supstance koje iritiraju ljudske oči, što rezultira stvaranjem suza.
Sveži šalot može se čuvati u hladnom i suvom prostoru (0 do 4 °, 32 do 40 °, 60 do 70% RH) šest meseci ili duže. Iseckani, osušeni šalot se isto tako koristi.

### Evropa
U Evropi, Pikant, Atlas, i Edovi crveni tipovi šalota su najčešći. U delovima južne Francuske, sivi tip se široko uzgaja.

### Azija
Šaloti su tradicionalni izbor za mnoga jela šrilankanskoj kuhinji, uključujući pol sambola, lunu miris mnoga jela sa mesom, ribomi povrćem.
U većini indijskih kuhinja razlika između luka i šalota je slaba; veće sorte šalota ponekad se poistovećuju sa malim crvenim lukom i koriste se ekvivalentno. Zaista, većina delova Indije koristi regionalni naziv za luk zamenjivo sa šalotom (na primer Maharaštra, gde se oba useva nazivaju kanda). Južni predeli Indije češće razlikuju šalot od luka u receptima, a posebno su omiljene sićušne sorte (približno širine prsta). Šalot se široko koristi u karijima i različitim tipovima sambara, jelima na bazi leće. Ukišeljeni šalot u crvenom sirćetu je uobičajen u mnogim indijskim restoranima, a poslužuju se zajedno sa sosevima i papadumom na začinskom poslužavniku. Indijci ga takođe koriste kao kućni lek za grlobolju, pomešan sa džagerijem ili šećerom. U Nepalu, šalot se koristi kao jedan od sastojaka za pravljenje momo valjušaka. U Kašmiru šalot se široko koristi u pripremi Vazvan kašmirskih jela, jer dodaje izrazit ukus i sprečava da cari postane crn, što je uobičajeno za luk.
U Iranu se šalot koristi na različite načine, a najčešće je mleveni šalot pomešan u gusti jogurt, što je kombinacija koja se koristi u gotovo svakom restoranu kada se naruči roštilj ili ćevapi. Šalot se takođe koristi za pravljenje različitih vrsta toršija (ترشی), kiselog iranskog priloga koji se sastoji od raznog povrća pod sirćetom, koji se jede uz glavna jela u malim količinama. Šalot se takođe kiseli, što se na perzijskom jeziku to se zove šur (شور), i zajedno sa drugim povrćem koje se služi kao torši.
U kuhinjama jugoistočne Azije, poput onih u Indoneziji, Vijetnamu, Tajlandu, Kambodži, Maleziji, Filipinima, Singapuru i Brunejima, šalot i beli luk često se koriste kao osnovni začini. Sirovi šalot takođe može da prati krastavce kada se kiseli u blagom sirćetu. Takođe se često sitno secka, a zatim prži do zlatno smeđe boje, što rezultira sitnim hrskavim čipsom od šalota koji se na indonezijskom jeziku zove bavang goreng (prženi šalot), koji se može kupiti kao gotov proizvod od prodavnicama i supermarketima. Šalot poboljšava ukus mnogih jela iz jugoistočne Azije, poput varijanti prženog pirinča. Hrskavi čips od šalota se koristi i u južnoj kineskoj kuhinji. U Indoneziji se šalot ponekad kiseli i dodaje u nekoliko tradicionalnih namirnica; smatra se da kiselost ukišeljenog šalota povećava apetit.
Takođe se mogu jesti i cevasti zeleni listovi biljke i veoma su slični listovima prolećnog luka i vlašca.

## Galerija
- Šaloti u prodaji u Indiji
- Osoba koja secka šalote za pripremu jela
- Iseckani šaloti u Indoneziji.
- Duboko prženi šalot je popularni garnir u Indoneziji

## Literatura
- Block, E. (2010). Garlic and Other Alliums: The Lore and the Science. Royal Society of Chemistry (UK). ISBN 978-0-85404-190-9.
- Gripshover, Margaret M., and Thomas L. Bell, "Patently Good Ideas: Innovations and Inventions in U.S. Onion Farming, 1883–1939," Material Culture (Spring 2012)
- Sen, Colleen T. (2004). Food culture in India. Greenwood Publishing.  0-313-32487-5.
- Brewster, James L. (1994). Onions and other vegetable Alliums (1st изд.). Wallingford, UK: CAB International. стр. 15. ISBN 978-0-85198-753-8.
- Friesen, N. & M. Klaas (1998). „Origin of some vegetatively propagated Allium crops studied with RAPD and GISH”. Genetic Resources and Crop Evolution. 45 (6): 511—523. doi:10.1023/A:1008647700251. 26205471.
- Brewster, James L. (1994). Onions and other vegetable alliums (1st изд.). Wallingford, UK: CAB International. стр. 3. ISBN 978-0-85198-753-8.
- Fritsch, R.M.; N. Friesen (2002). „Chapter 1: Evolution, Domestication, and Taxonomy”.  Ур.: H.D. Rabinowitch; L. Currah. Allium Crop Science: Recent Advances. Wallingford, UK: CABI Publishing. стр. 20–21. ISBN 978-0-85199-510-6.
- Brewster, James L. (1994). Onions and other vegetable Alliums (1st изд.). Wallingford, UK: CAB International. стр. 5. ISBN 978-0-85198-753-8.
- Hessayon, D.G. (1978). Be your own Vegetable Doctor. Pan Britannica Industries. стр. 22–23. ISBN 978-0-903505-08-6.
- Landry, Jean-François (2007). „Taxonomic review of the leek moth genus Acrolepiopsis (Lepidoptera: Acrolepiidae) in North America”. The Canadian Entomologist. 139 (3): 319—353. doi:10.4039/n06-098. 86748199.

## Spoljašnje veze
- „I'Itoi Onion”. Ark of Taste. Slow Food USA. 2010. Архивирано из оригинала 23. 08. 2013. г. Приступљено 25. 3. 2013.
- Jauron, Richard (27. 7. 2009). „Harvesting and storing onions”. Iowa State University Extension. Приступљено 28. 3. 2013.
- „Production of onions and shallots (green) in 2018: Crops/World Regions/Production Quantity from pick lists”. Food and Agriculture Organization, Statistics Division (FAOSTAT). 2019. Приступљено 31. 5. 2020.